# Storytelling (Film)
Storytelling ist ein US-amerikanischer Film des Regisseurs Todd Solondz aus dem Jahr 2001.

## Handlung
Zwei Erzähler porträtieren auf ihre Weise das Leben amerikanischer Vorstadtjugendlicher. Eine weiße Schülerin hat ihre sexuellen Erlebnisse mit ihrem schwarzen Dozenten in einer Geschichte festgehalten, die in ihrer Klasse für Aufruhr sorgt, und ein Regisseur arbeitet an einer Dokumentation über amerikanische Teenager und folgt dafür einem lethargischen Schüler und dessen spießiger Familie.

## Struktur
Der Film beinhaltet zwei Geschichten. Zunächst den Teil "Fiktion" und anschließend den Teil "Wahre Geschichten" (engl. "non-fiction"). Beide Teile sind intertextuell durch – zum Beispiel Bemerkungen der Charaktere – miteinander und auf einer Meta-Ebene ebenso mit dem Film als Gesamtwerk verbunden. So sagt beispielsweise der Creative Writing-Professor aus dem ersten Teil sinngemäß, dass Non-Fiktion, sobald sie als ausformulierte Geschichte niedergeschrieben wird, gleichzeitig zur Fiktion wird.

## Kritiken
„Ein schonungsloser Blick auf die sozialen Zustände in der amerikanischen Gesellschaft.“